# Ельмслев, Луи
Луи Тролле Е́льмслев (дат. Louis Trolle Hjelmslev, 3 октября 1899 — 30 мая 1965) — датский лингвист. Автор глоссематики — оригинальной структуралистской теории языка, имеющей значительную математическую составляющую (язык рассматривается как частный случай семиотических систем, как структура, которую можно строго формализовать в духе требований математики, логики и семиотики).
Как целостная теория его идея была распространена, в основном, в Дании. В обиход лингвистов вошли отдельные положения и понятия. Как живое, развивающееся направление перестала существовать к 1990-м годам.

## Биография
Родился в Копенгагене в семье математика Иоганна Ельмслева (1873—1950).
Учился в Копенгагенском, позже в Орхусском университете. Работал в Копенгагенском университете. В 1931 году вместе с Виго Брёндалем стал одним из основателей Копенгагенского лингвистического кружка, в течение многих лет был председателем этого общества.
Скончался в Ордрупе (сейчас это пригород Копенгагена). Похоронен на местном кладбище.